# ماكس فري
ماكس فري (بالأوكرانية: Макс Фрай)‏ (22 فبراير 1965، أوديسا في أوكرانيا)؛ رسامة، كاتِبة وشاعرة أوكرانية-سوفيتية. درست في جامعة أوديسا.